# Акбари-Сарай
Акбари-Сарай (урду اکبری سرائے‎) — крупный караван-сарай («сарай»), расположенный в Шахдаре Багхе в Лахоре (Пенджаб, Пакистан). Построенный в 1637 году он первоначально предназначался для путешественников, а также для смотрителей мавзолея Джахангира. Караван-сарай наиболее примечателен тем, что является наиболее хорошо сохранившимся примером сооружений подобного типа в Пакистане, а также славится своими большими воротами, богато украшенными флорентийской мозаикой, которые служат выходом к гробнице Джахангира.

## Этимология
Название сооружения можно перевести как «дворец Акбара». Абдула Хамида Лахори, придворный историк падишаха Шах-Джахана и автор падшахнамы, упоминает его как Джилу Хана-и-Рауза, что означает «пристроенный к гробнице двор».

## Расположение
Четырёхугольный участок Акбари-Сарая расположен в середине расстояния между мавзолеем Джахангира, лежащим к востоку от него, и гробницей Асаф-хана, находящейся к западу.

## История
Несмотря на своё название, Акбари-Сарай был построен во время правления Ислам-шаха в середине 1550-х годов, а не при падишахе Акбаре I Великом. Мечеть в караван-сарае датируется периодом Суридов, хотя комнаты для гостей, выстроенные вдоль комплекса, и его ворота относятся ко времени правления Шах-Джахана в середине 1600-х годов.
Акбари-Сарай служил как пристанище для путников, так и как почтовая станция, известная как дак човки. Он управлялся чиновником, известным как шахана с несколькими помощниками-смотрителями. Корм для животных, горячая и холодная вода, постельные принадлежности предоставлялись гостям бесплатно. При караван-сарае был врач, а также местный пекарь. Колодец с водой располагался за пределами его стен. Как и во многих караван-сараях у его ворот мог располагаться небольшой базар.
Махараджа Ранджит Сингх превратил Акбари-Сарай в кантонмент для одного из своих иностранных военачальников, Мусы Фаранги, который поселился в нём со своим отрядом. Караван-сарай серьёзно пострадал в эпоху британского владычества, когда он использовался в качестве железнодорожного депо после появления близлежащей железнодорожной линии..

## Архитектура

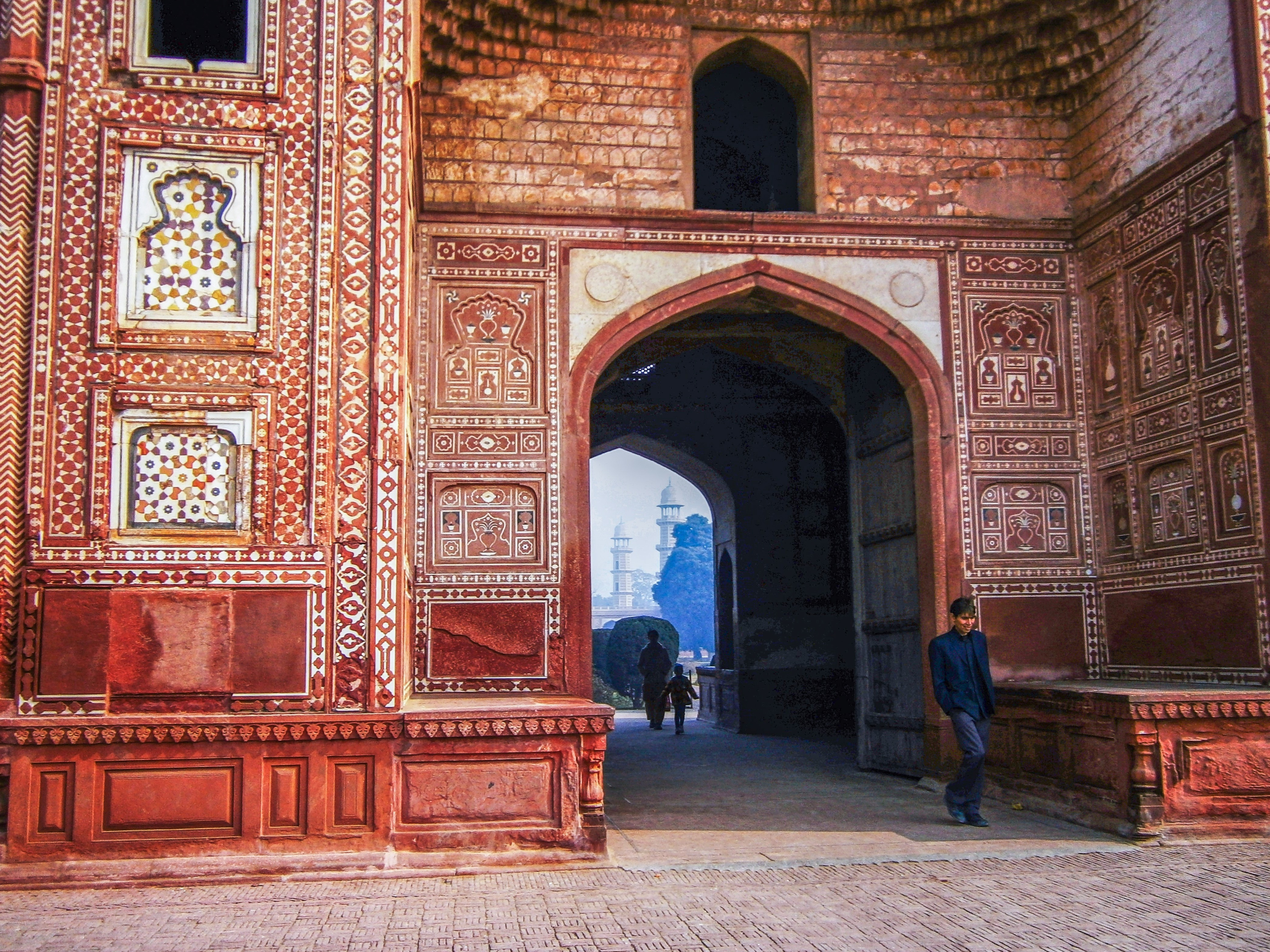
Здание Акбари-Сарая из красного песчаника богато украшено флорентийской мозаикой.

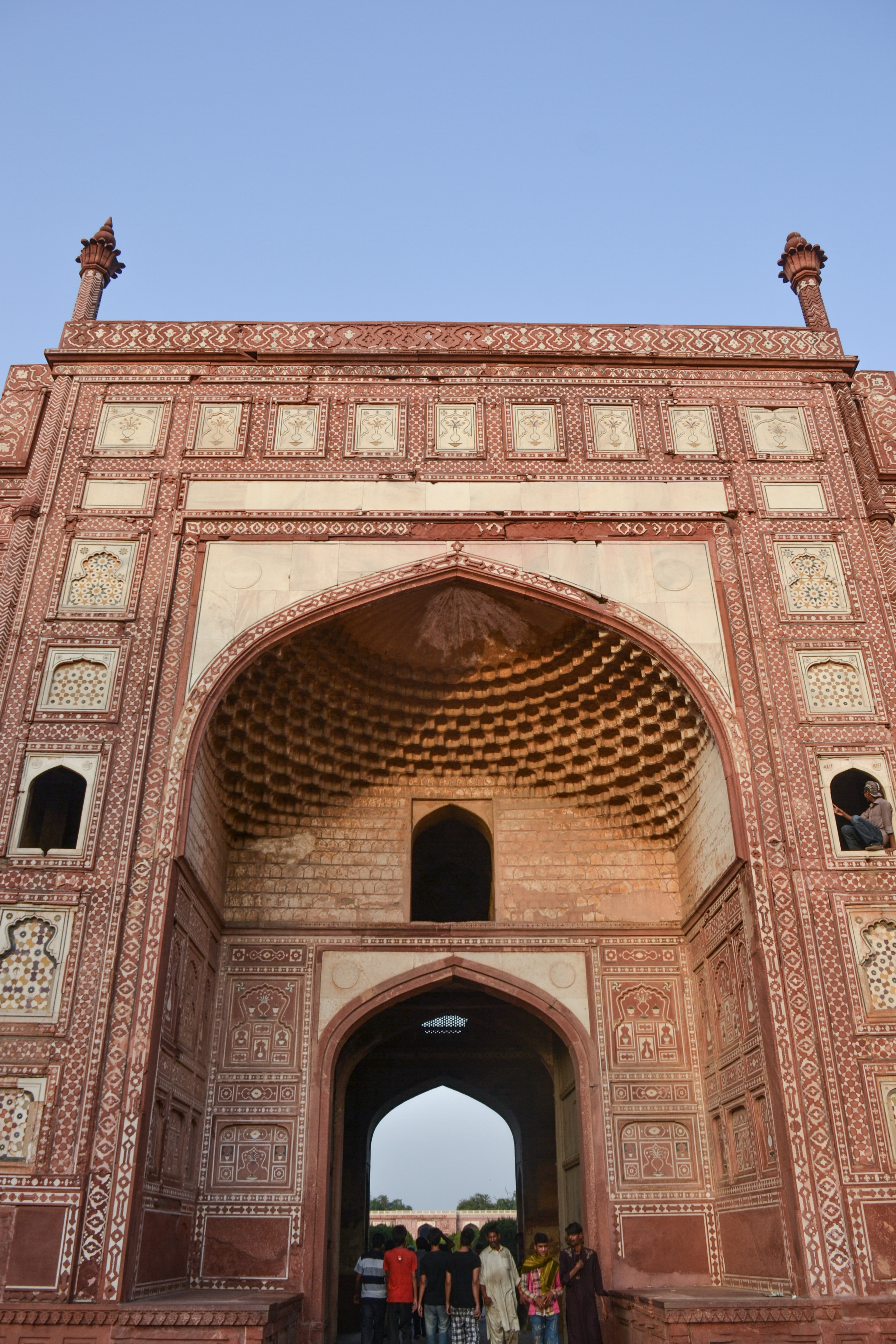
Главный вход в Акбари-Сарай украшает сотовый свод.

Акбари-Сарай расположен на участке в форме продолговатого четырёхугольника, занимающего общую площадь в 12 акров. Само здание караван-сарая имеет размеры 20,2 на 15,5 метров. Внутренний двор Акбари-Сарая со всех сторон окружён приподнятой террасой, где расположены ряды из 180 комнат для гостей, известных как ханаха, с верандой и общим открытым коридором.
По углам Акбари-Сарая расположены башни. Башенные апартаменты являются самыми сложными жилыми помещениями караван-сарая, обладающими эллиптическим залом с верандой спереди и восьмиугольной комнатой сзади.
У Акбари-Сарая есть два больших входа, выполненных в могольском стиле и расположенных с северной и южной стороны комплекса. Они были воздвигнуты так, чтобы их было видно издалека. Ворота имеют два уровня. Главная арка, служащая выходом к мавзолею Джахангира, обладает большим двухуровневым айваном, окружённым четырьмя другими меньшими арочными нишами. Центральный айван украшает сотовый свод, в то время как фасад ворот богато украшен флорентийской мозаикой. Декоративные элементы, стиль сооружения и размер кирпичей указывают на то, что дворец и ворота, ведущие в гробницу, могли быть построены в одно и то же время.
К западу от Акбари-Сарая в середине рядов комнат находится мечеть с тремя куполами. Она облицована красным песчаником с украшениями. Интерьер мечети, вероятно, когда-то был украшен фресками.

## Охрана
Акбари-сарай, наряду с гробницами Джахангира и Асаф-хана, был включён в предварительный список объектов всемирного наследия ЮНЕСКО в 1993 году.

## Галерея

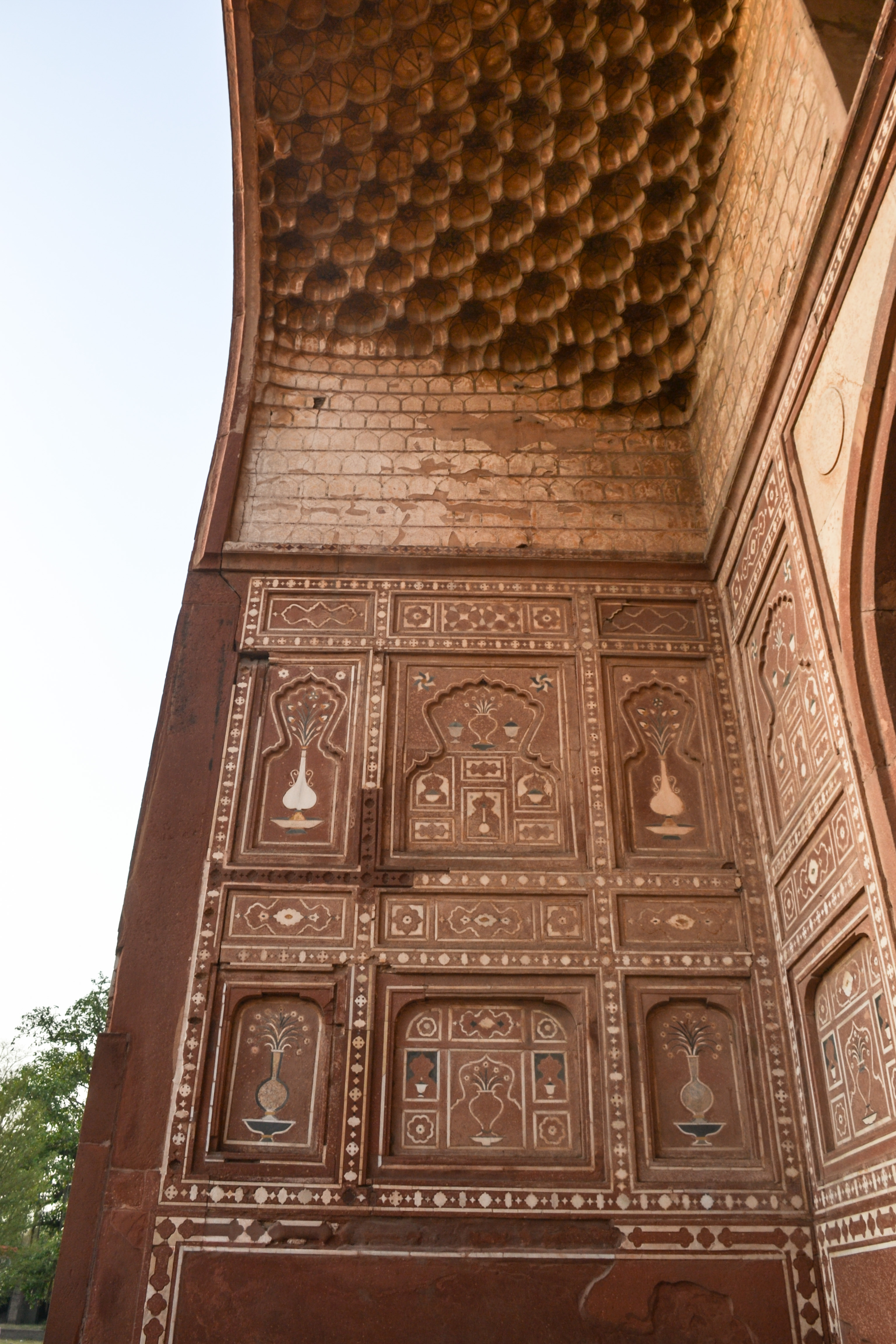
Деталь здания с флорентийской мозаикой
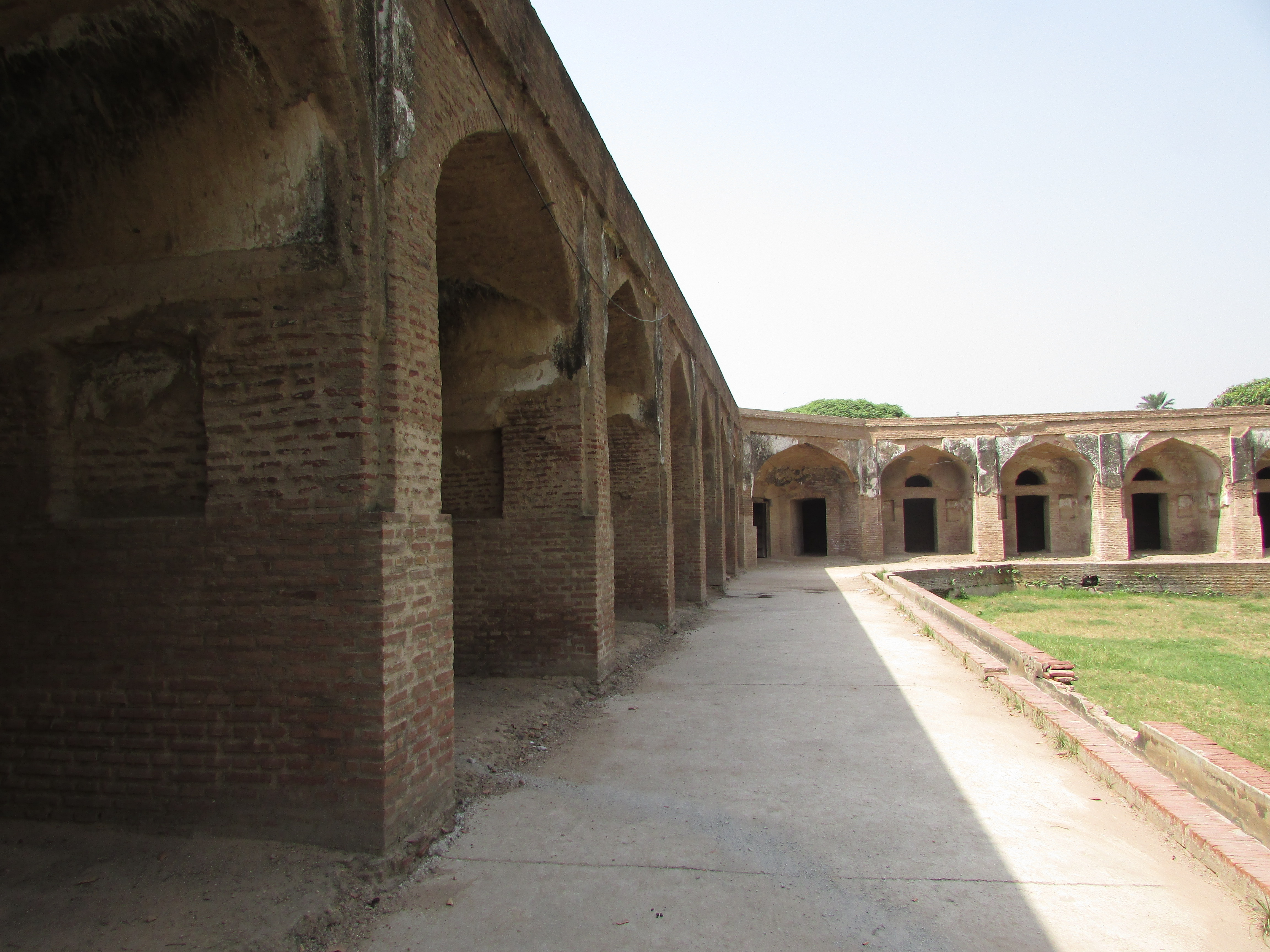
180 маленьких комнат, выстроенных вдоль стен караван-сарая
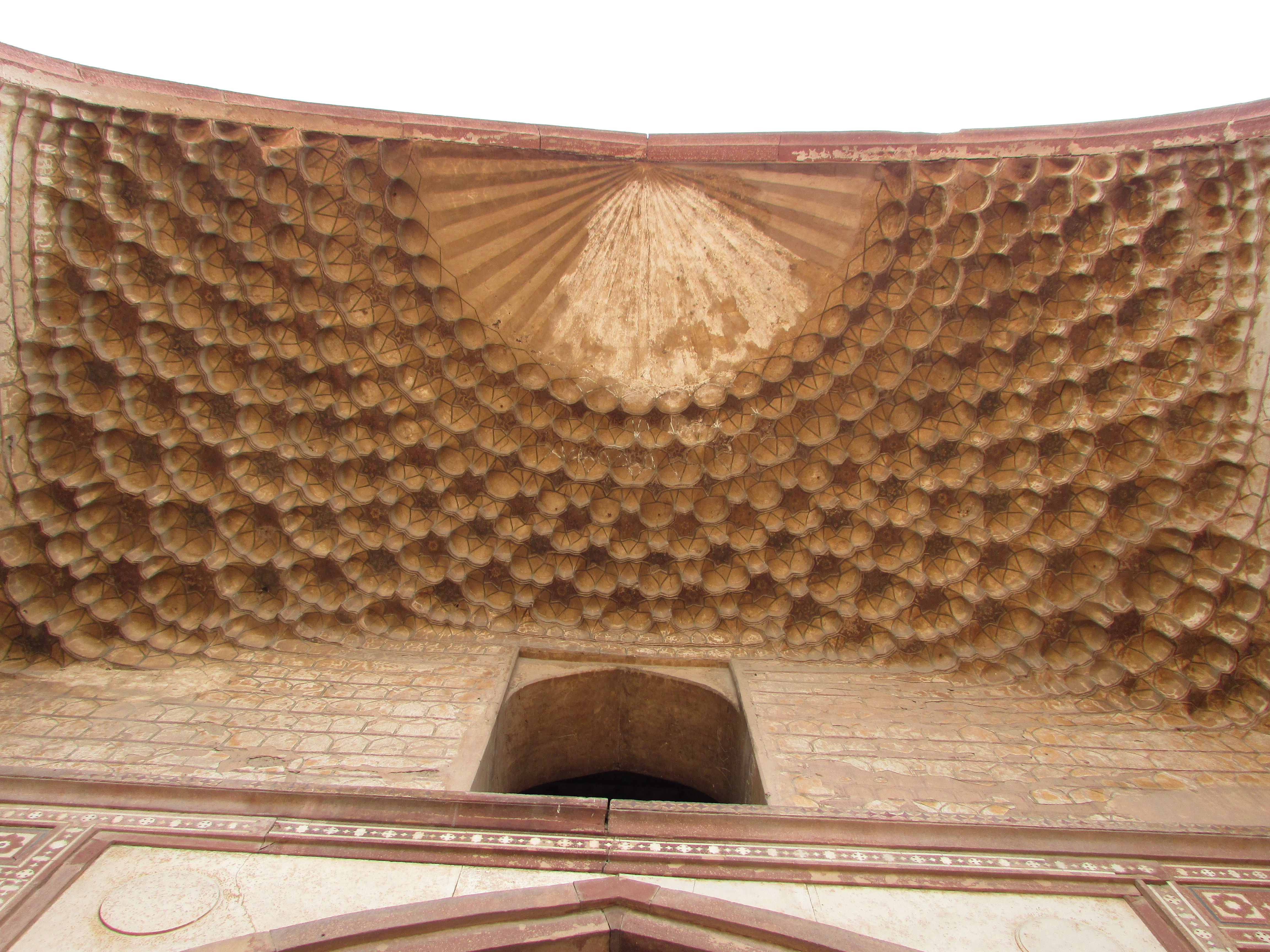
Сотовый свод, украшающий главную арку
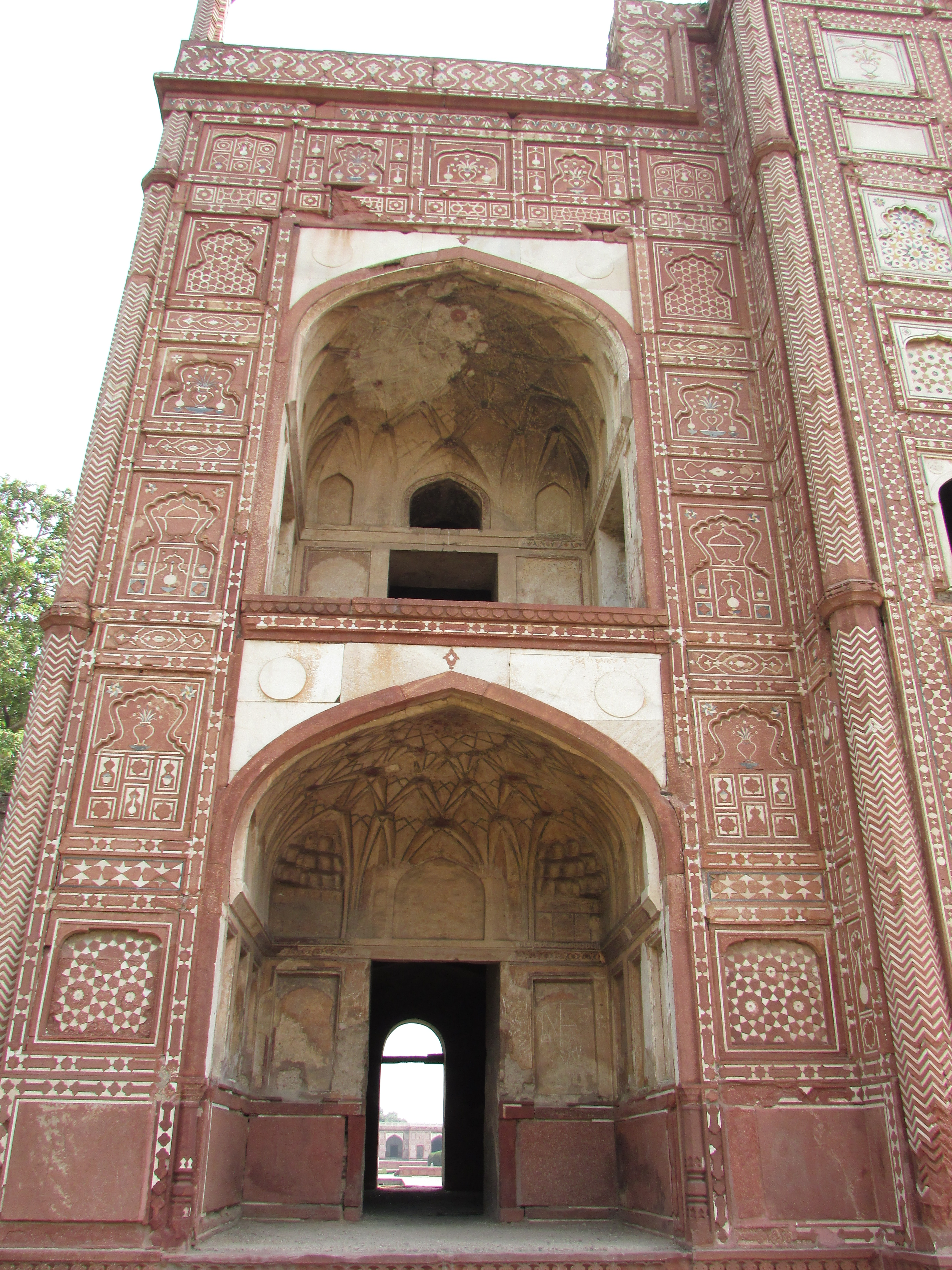
Здание богато украшено флорентийской мозаикой